# ترآپی تاپوکی
ترآپی تاپوکی (انگلیسی: Tereapii Tapoki؛ زادهٔ ۱۹ آوریل ۱۹۸۴ در مائوکه) ورزشکار دو و میدانی زن رشته‌های پرتاب‌گر نیزه، پرتاب وزنه و پرتاب دیسک اهل جزایر کوک است که در بازی‌های پاسیفیک جنوبی، مسابقات قهرمانی اقیانوسیه و بازی‌های پاسیفیک کوچک در رشته در مجموع برندهٔ ۱۰ مدال طلا، ۱۰ مدال نقره و ۹ مدال برنز شده‌است.